# 輸入內地人才計劃
《輸入內地人才計劃》（英語：Admission Scheme for Mainland Talents and Professionals (ASMTP)），俗稱專才計劃，是香港特別行政區政府為了吸引具有資歷認可的中國大陸优秀人才和专业人才來赴香港，以提高香港競爭力的一項計劃。根據要求，被引入的中國大陸人才必須具備相關缺乏或者無法即時提高的專業知識和技能。計劃也適用于藝術、文化及體育等方面的優才和專才。該計劃於2003年7月15日推出，前身是「輸入優秀人才計劃」和「輸入內地專業人才計劃」，該計劃現不限行業和配額上限。

## 歷史
1994年年初，港英政府計劃從中國大陸輸入一千名行政管理人員，當時港府認為在未來數年將會欠缺六千個這方面的人才，故此輸入經理及行政級人員有迫切的需要，計劃分四期輸入行政人員，全是大陸36間指定大學的畢業生，他們將獲發單程證，在港住滿七年可獲香港永久居留資格。而跟過往幾次不同，他們全部都沒有行業和最低工資限制，而且可以自由轉工。該計劃推出後反應一度十分熱烈，人民入境事務處要以抽籤方式分配名額。一些立法局議員反對該政策，認為對本地人才和畢業生造成不公平，而沒有薪酬、工作職位等限制，如他們轉任其他工作，或會使計劃變成一般輸入外地勞工計劃一樣。截止1997年10月，港府共批准602宗专才申请个案,最后于1997年终止该计划。
1999年12月17日，港府开始实施输入优秀人才计划（英語：Admission of Talents Scheme），不限行业也沒有配額，对象以内地优才为主。有关受聘人士必须有助于提高香港制造业或服务业的竞争力，特别是在知识为本、高科技、高增值的业务方面；他们必须具备优良而香港缺乏的资历及专业知识或技能，通常须持有著名学院相关学科的博士学位，及具备在认可学院相关范畴经证实的研究经验，或在著名的公司经证实的工作经验。截止2003年3月31日，有269名优秀人才根据该计划获准来港就业。
2001年6月1日，入境處推出输入内地专业人才计划（英語：Admission of Mainland Professionals Scheme）。这计划旨在吸引一些具有认可资历的内地专业人士来港就业，计划只适用于资讯科技和金融服务业。截止2003年3月31日，有287名内地专业人才获准来港工作。
入境處於2003年7月3日宣布，將於2003年7月15日推出「輸入內地人才計劃」並由該日起接受申請，取代之前的「輸入優秀人才計劃」和「輸入內地專業人才計劃」。

## 申請資格
1. 國籍：居住於中国内地的 中国公民
2. 對象：具備香港所需而又缺乏的特別技能、知識或經驗的申請人
3. 經濟能力：證明留港期間，能自行負擔自己和受養人，不需公共援助
4. 良好品行：沒有保安理由拒絕申請，沒有任何已知的嚴重犯罪記錄
5. 基本學歷：一般要求備有文件證明的學士學位，良好的技術資格、經證明的專業能力或備有文件證明的有關經驗和成就，亦可獲考慮
6. 聘用要求：確實有該職位空缺，申請人須已確實獲得聘用，而從事的工作須與其學歷或工作經驗有關，並且不能輕易覓得本地人擔任
7. 收入要求：薪酬福利（包括入息、住屋、醫療和其他附帶福利）須與當時香港專業人才的市場薪酬福利大致相同
8. 內地許可：現時工作單位或內地有關機關簽發的赴港工作同意書

获准來港的申请人，須向公安出入境部门申領《往来港澳通行证》和有關的逗留D簽注。有關的香港簽證/進入許可上會加註「本進入許可必須與具有相關赴港簽注的有效往來港澳通行證一併於辦理入境手續時出示，方為有效。」。
居住在海外（ 中国大陆、 香港、 澳門及 臺灣以外）的中國籍內地居民可申請一般就業政策來港工作。

### 和一般就業政策區別
輸入內地人才計劃和一般就業政策區別在於申請人是否為內地居民。由於內地當局對內地居民實施出境管制，他們來港需要向內地公安機關申領《往來港澳通行證》及相關赴港簽注，內地居民也要取得赴港工作同意書才能來港。入境處故此在政策上亦將吸納內地及非內地人才作分開處理。兩項計劃在審批申請準則、工作年期以及在港工作限制等方面而言，大致一樣。

## 逗留條件

### 逗留條件
申請人以僱傭工作身份在港逗留，只可從事入境事務處處長所批准的工作。如要轉換工作，必須事先得到入境處處長的批准。如在續簽時轉換至頂尖人才類別，則逗留條件更改為只受逗留期限而不受其他逗留條件的限制。

### 逗留期限
根據輸入內地人才計劃獲准來港的人士，一般首次入境可獲准在港逗留36個月或僱傭合約期限的較短者，其後須繼續符合申請資格方可延期逗留。如延長逗留期限獲批准，申請人第一次通常會獲准逗留3年或僱傭合約期限的較短者，第二次及之後通常會獲准逗留2年或僱傭合約期限的較短者。如申請人已根據該計劃獲准在港逗留不少於兩年及在上一評稅年度的薪俸稅應評稅入息達港幣200萬元或以上，則一般會獲准延期逗留五年。

## 數據
| 年份   | 申請人數 | 獲批人數 |
| ------ | -------- | -------- |
| 2013年 | 10,185   | 8,017    |
| 2014年 | 10,983   | 9,313    |
| 2015年 | 11,034   | 9,229    |
| 2016年 | 12,251   | 10,404   |
| 2017年 | 13,998   | 12,381   |
| 2018年 | 15,623   | 13,768   |
| 2019年 | 16,413   | 14,053   |
| 2020年 | 9,026    | 6,995    |
| 2021年 | 10,485   | 9,065    |
| 2022年 | 13,155   | 11,768   |

| 年份   | 學術研究及教育 | 藝術/文化 | 商業及貿易 | 工程及建造 | 金融服務 | 資訊科技 | 法律服務 | 康樂及體育 | 其他 |
| ------ | -------------- | --------- | ---------- | ---------- | -------- | -------- | -------- | ---------- | ---- |
| 2016年 | 2466           | 2871      | 797        | 400        | 1433     | 291      | 102      | 317        | 1727 |
| 2017年 | 2340           | 3918      | 781        | 463        | 2084     | 298      | 82       | 468        | 1947 |
| 2018年 | 2449           | 4607      | 805        | 553        | 2141     | 438      | 109      | 412        | 2254 |
| 2019年 | 2382           | 4042      | 832        | 691        | 2307     | 501      | 138      | 347        | 2813 |
| 2020年 | 1720           | 453       | 661        | 971        | 1498     | 426      | 62       | 55         | 1149 |
| 2021年 | 2156           | 170       | 1092       | 1544       | 2314     | 576      | 107      | 101        | 1005 |

| 年份   | 20,000元以下 | 20,000至39,999元 | 40,000至79,999元 | 80,000及以上 |
| ------ | ------------ | ---------------- | ---------------- | ------------ |
| 2016年 | 3620         | 3723             | 2115             | 946          |
| 2017年 | 3711         | 4839             | 2604             | 1227         |
| 2018年 | 5570         | 4323             | 2556             | 1319         |
| 2019年 | 6023         | 4181             | 2565             | 1284         |
| 2020年 | 1834         | 2935             | 1559             | 667          |
| 2021年 | 1813         | 3714             | 2430             | 1108         |

## 成效
香港立法會秘書處2020年發表"全球爭奪人才"的《研究簡報》，當中以2003年推出的輸入內地人才計劃為例，指出在2003至2012年間，港府批出接近6萬起申請，但在2010年至2019年期間最終只有12%在居住七年後成為香港永久居民。
 該研究報告直指「本地多項人才入境計劃成效未如理想」。

## 知名人物
- 張敬軒

## 外部連結
- 輸入內地人才計劃